# Wolfgang Reuter (Theologe)
Wolfgang Reuter (* 1955 in Mettmann) ist ein deutscher katholischer Theologe.

## Leben und Wirken
Nach dem Abitur am Konrad-Heresbach-Gymnasium 1976 studierte er von 1976 bis 1981 Theologie in Bonn und Würzburg und erwarb den Abschluss als Diplom-Theologe. Nach der Ausbildung am Priesterseminar Köln (1981–1983) wurde er am 27. Juni 1982 zum Diakon geweiht. Nach dem Diakonat in Alt St. Pankratius (Köln-Worringen) (1982/1983) wurde er am 29. Juni 1983 zum Priester geweiht. Von 1983 bis 1990 war er als Seelsorger in Gemeinde- und Krankenhausseelsorge tätig. In Heidelberg absolvierte er 1987 eine klinische Seelsorgeausbildung am Institut für Klinische Seelsorgeausbildung. Krankenhauspfarrer und Leiter der Klinikseelsorge an den Rheinischen Kliniken und Kliniken der Heinrich-Heine-Universität wurde er 1990. Von 1990 bis 1999 machte er eine psychoanalytische Ausbildung in der Gesellschaft für Psychoanalyse und Psychotherapie (GPP) in Düsseldorf und München. In der pastoralpsychologischen Ausbildung der Theologiestudenten des Erzbistums Köln arbeitete er von 1990 bis 1994 mit. Unter Beibehaltung der beruflichen Verpflichtungen begann er 1993 das Promotionsprojekt bei Walter Fürst am Lehrstuhl für Pastoraltheologie an der Universität Bonn, wo die Promotion am 12. November 2003 erfolgte. Eine eigene Praxis für Psychoanalyse und Psychotherapie hatte er 1995. In der Aus- und Weiterbildung im Psychoanalytischen Seminar Düsseldorf (PSD) arbeitete er von 1996 bis 1999 mit. Am 16. Juni 1997 erhielt er die Erlaubnis zur Ausübung heilkundlich-psychotherapeutischer Tätigkeit als heilkundlich-praktischer Psychotherapeut nach den Richtlinien des Ministeriums für Arbeit, Gesundheit und Soziales des Landes Nordrhein-Westfalen vom 25. Februar 1993. Von 1998 bis 2013 war er Vorstandsmitglied der Gesellschaft für Psychoanalyse und Psychotherapie (GPP). Seit 1998 wirkt er in der Zusatzqualifikation pastoraler Dienste in der Seelsorge für psychisch Kranke und Behinderte in Trägerschaft der Nordrhein-westfälischen Bistümer mit. Beauftragter für die Behindertenseelsorge wurde er 1998 im Stadtdekanat Düsseldorf unter Beibehaltung der Tätigkeit als Pfarrer in den Rheinischen Kliniken. Anerkannt als Psychoanalytiker (GPP) wurde er am 12. Juni 1999. Die Zusatzqualifikation pastoraler Dienste in der Seelsorge für psychisch Kranke und Behinderte leitete er von 2003 bis 2006 in Trägerschaft der Arbeitsstelle Pastoral für Menschen mit Behinderung der Deutschen Bischofskonferenz. Seit 2004 doziert er an der katholischen Akademie Die Wolfsburg. Am 1. Oktober 2005 wurde er zum Pfarrer in der Psychiatrieseelsorge im Kreisdekanat Rhein-Kreis Neuss unter Beibehaltung der bisherigen Aufgaben ernannt. Zum Koordinator wurde er am 11. August 2006 in der Behindertenseelsorge für die Region Düsseldorf/Rhein-Kreis Neuss im Erzbistum Köln ernannt. 
Von 2007 bis 2009 leitete er die Zusatzqualifikation pastoraler Dienste in der Seelsorge für Menschen mit Hör- und Sehschädigung, geistiger und mehrfacher Behinderung sowie psychischer Erkrankung und Behinderung in Trägerschaft der Arbeitsstelle Pastoral für Menschen mit Behinderung der Deutschen Bischofskonferenz. Das Habilitationsprojekt (2008–2011) an der PTH Vallendar im Fach Pastoraltheologie schloss er am 15. November 2011 ab. Im Wintersemester 2011/2012 begann er die Lehrtätigkeit als Privatdozent für Pastoraltheologie an der PTH Vallendar, wo er von 2012 bis 2014 den Lehrstuhl für Pastoralpsychologie vertrat, den er als Professor im Sommersemester 2014 übernahm.
Seine Arbeits- und Forschungsschwerpunkte sind pastoralpsychologische Kompetenzentwicklung, wissenschaftstheoretische Grundlegung in multidisziplinärer Offenheit, Grundlagen heilsam-relationaler Seelsorge, Seelsorge im Sozial- und Gesundheitswesen, Seelsorge und Psychotherapie, Theologie im Dialog mit Psychoanalyse und weiteren psychologischen Schulen, Pastoralpsychologie als Teilgebiet und Grunddimension der Praktischen Theologie und Projekt: pastoralpsychologische Ästhetik.

## Schriften (Auswahl)
- Heilsame Seelsorge. Ein psychoanalytisch orientierter Entwurf von Seelsorge mit psychisch Kranken (= Theologie und Praxis. Band 19). Lit, Münster 2004, ISBN 3-8258-7127-4 (zugleich Dissertation, Bonn 2003).
- Relationale Seelsorge. Psychoanalytische, kulturtheoretische und theologische Grundlegung (= Praktische Theologie heute. Band 123). Kohlhammer, Stuttgart 2012, ISBN 3-17-022239-2 (zugleich Habilitationsschrift, PTH Vallendar 2011).